# Ultimo respiro
Ultimo respiro è un film del 1992 diretto da Felice Farina.

## Trama
Alfonso un ragazzo di strada cresciuto nello ZEN (quartiere palermitano) con un passato burrascoso come delinquente assieme ad alcuni amici, decide di rapinare con uno di essi una villa nella periferia di Palermo, credendo che questa fosse occupata solo nel periodo estivo. Durante il tentato furto nella villa arriva il proprietario Tony, il quale aveva un appuntamento con la sua amante Margherita che riesce a sventare il furto aggredendo alle spalle Alfonso. Tony, essendo assessore del paese con una laurea in medicina, evita di chiamare la polizia per evitare lo scandalo dell'amante e decide di curare il rapinatore; al risveglio di Alfonso dal trauma alla testa scatta qualcosa nell'animo di Margherita che da quel momento inizierà a vedersi con entrambi fino a dover fare una scelta. Nel frattempo Alfonso cercherà di migliorare la sua vita con un lavoro, ma verrà intralciato dai suoi compagni che creeranno un gran trambusto nella vicenda.